# Commodore 16
O Commodore 16 foi um computador doméstico produzido pela Commodore com uma UCP MOS Technology 6502-compatível, a 7501, lançado em 1984. Foi projetado para ser um computador básico em substituição ao VIC-20 e chegou a ser vendido por US$ 99. Uma versão de baixo custo, o Commodore 116, foi vendida na Europa e nos Estados Unidos.

## Ligações externas

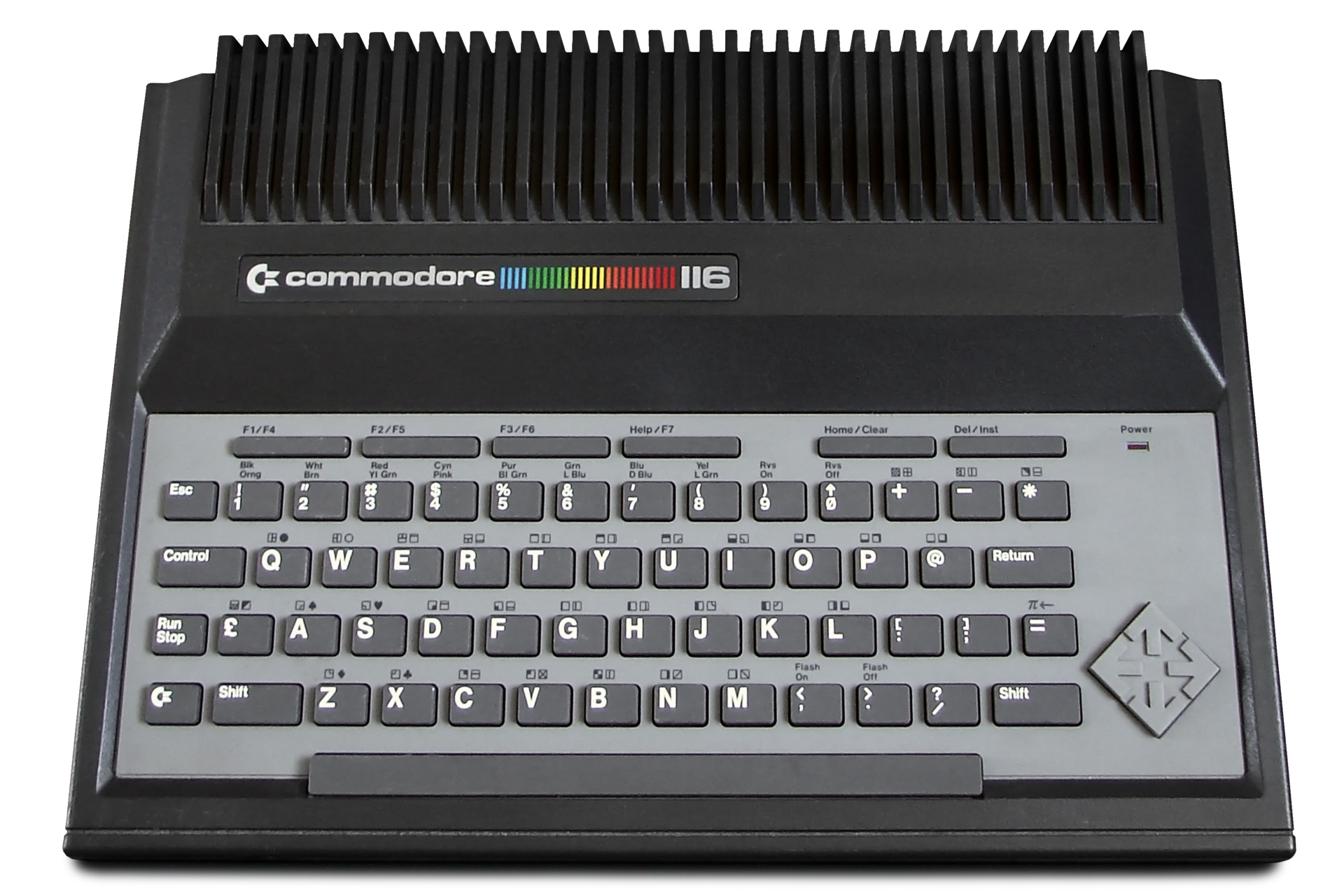
Commodore 116